# Mahamoggallana

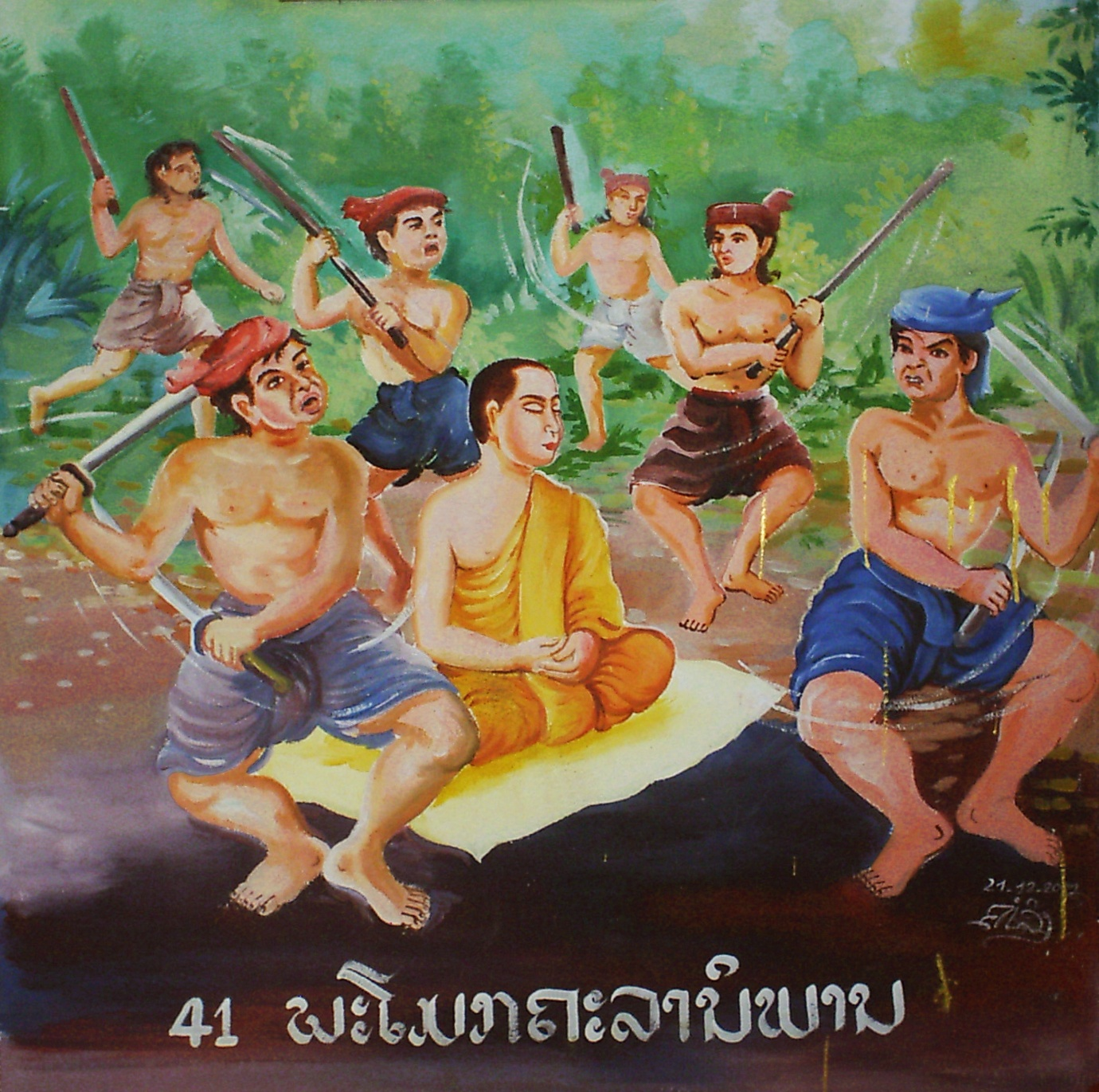
O martírio de Mahāmaudgalyāyana

Maudgalyāyana (em páli:  Moggallāna; chinês: 目連, pinyin: Mùlián; em japonês:  目犍連, Mokuren ou Mokkenren), também conhecido como Mahāmaudgalyāyana ou Mahāmoggallāna,  foi um dos discípulos mais próximos de Śākyamuni Buddha. Um contemporâneo dos famosos Arhats como Subhūti, Śāriputra, e Mahākāśyapa, é considerado o segundo dos dois principais discípulos de Buda (principalmente em poderes sobrenaturais), juntamente com Shariputra. Nasceu em uma família brâmane.